# Якунин, Сергей Александрович
Якунин Сергей Александрович (род. 1955, Москва, Россия) — театральный художник, художник-постановщик, художник авторской книги.

## Биография
Окончил Профессионально-техническое художественное училище N64 (специальность — ювелир).
В 1984—1987 годах работал в домах творчества Союза художников «Челюскинская» и «Сенеж» мастером-печатником.
С 1986 года — художник театра.
С 1989 года занимается авторской книгой.

## Музейные коллекции
- Музей Виктории и Альберта. National Art Library. (Лондон, Великобритания)
- Баварская Национальная библиотека (Мюнхен, Германия)
- Эрмитаж. Научная библиотека Эрмитажа. Сектор редких книг и рукописей (Санкт-Петербург)[1].
- ГМИИ им. А. С. Пушкина (Москва).
- Государственный литературный музей XX век. (Санкт-Петербург).

По данным Государственного каталога музейного фонда России на 29.02.2024 доступна информация по 55 произведениям художника, находящимся в музейных собраниях.
Частные собрания Франции, Германии, Англии и России.

## Фильмография
- 2001 год — «Цветущий холм среди пустого поля», (художественный фильм, специальный приз Челябинского областного общественного фонда культуры на кинофестивале «Новое кино России-2002»). Должность «художник-постановщик».
- 2009 год — Иван Грозный, (16-серийный фильм, телеканал «Россия»). Должность «художник-постановщик».
- 2009 год — «Событие», (художественный фильм). Должность «художник-постановщик».

## Спектакли
- 1987 год — Р. Оттоядт «Мадам Маргарита», режиссёр В. Мирзоев, Творческие мастерские СТД
- 1988 год — П. Клодель «Полуденный раздел», режиссёр В. Мирзоев, Творческие мастерские СТД
- 1989 год — Т. Баркер «Возможности», режиссёр В. Мирзоев (совместно с П. Каплевичем), Творческие мастерские СТД
- 1990 год — А. Вертинская «Миражи», режиссёр В. Макеев (совместно с П. Каплевичем), театр Эстрады
- 1992 год — В. Мартынов «Обретение абсолютно прекрасного звука», Театр Звуков Марка Пекарского
- 1994 год — А. Бурыкин «Башмачкин», режиссёр И. Золотовицкий
- 1998 год — Л. Н. Толстой «Анна Каренина», режиссёр А. Эшпай[3]

## Участие в выставках, аукционах
- 1989—1992 годы — постоянная экспозиция галереи «Московская коллекция» (книги, объекты). «Сад „Эрмитаж“», Москва
- 1991 год — «Агасфер». Дворец молодежи, Москва
- 1992 год — «Слово-Образ». Всероссийский музей-квартира А. С. Пушкина, Санкт-Петербург
- 1993 год — оформление выставки памяти Никиты Михайловского. Галерея «Дельта», Санкт-Петербург
- Международный семинар художников-графиков. Вернигероде, Германия
- «Livres d`artistes russes et sovietiques: 1910—1993». Espace Vezere, Юзерж, Франция
- «Авангард и традиция. Книги русских художников 20-го века». Российская Государственная библиотека, Москва
- 1994 год — «Международная книжная ярмарка». Франкфурт-на-Майне, Германия
- «Bucher als Narkotika». Galerie forum book art H.S.Bartkowiak, Гамбург, Германия
- «Театр бумаг-2». Дом-музей Анны Ахматовой, Санкт-Петербург
- «Книги художников». Музей изобразительных искусств, Екатеринбург
- 1995 год — «Закрытие театрального сезона 1994 года», Тверская, 28, Москва
- «Хармс-фестиваль». Музей Анны Ахматовой в Фонтанном доме, Санкт-Петербург
- «Configura 2. Dialog der Kulturen». Эрфурт, Германия
- «The Book Garden. Contemporary Russian Artists Books». Off-Centre Gallery, Бристоль; The John Rylands University Library, Манчестер; Glynn Vivian Art Gallery, Суонзи; Aberystwyth Arts Centre; Stormont Rooms, Rye (96), Великобритания
- 1996 год — «Назад к фотографии» (ежегодная выставка Центра Современного Искусства Сороса, Москва) в рамках Московского Форума Художественных Инициатив. Малый Манеж, Москва (каталог)
- 1997 год — «Театр бумаг — III». Дом-музей Анны Ахматовой в Фонтанном доме, Санкт-Петербург
- «Три версии жизни Алитку» (совместно с Перевезенцевым). Галерея «Велта», Москва
- 1997 год — «Гимн утраченному знаку». Институт «Открытое Общество» (Фонд Сороса), Москва
- 2010 год - «Арт Манеж 2010». Москва